# Tandemmotor

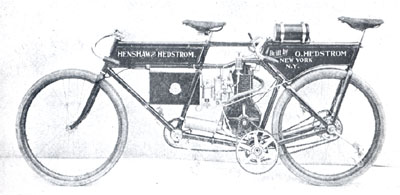
Een tandemmotor van rond 1900

Een tandemmotor is een tweepersoons motorfiets waarbij de duopassagier ook een (vast) stuur voor zich had. Dit type motorfiets werd vroeger weleens gebruikt als gangmaakmotor. De passagier moest dan geheel rechtop zitten of zelfs staan om zo veel mogelijk wind te vangen voor de wielrenner.